# Massalia
Massalia (in greco antico: Μασσᾰλία?, Massalìa; in latino Massĭlĭa) è stata un'antica colonia greca corrispondente alla città francese di Marsiglia, in Provenza.

## Geografia

La baia di Lacydon

Massalia sorgeva nella baia di "Lacydon", un'insenatura profonda, larga, orientata in direzione est-ovest e protetta dai venti di maestrale da due alti promontori rocciosi.
La città era dominata da tre colli isolati: butte Saint-Laurent (26 m nel 1840), butte des Moulins (42 m, associata alla butte de la Roquette, 38 m) e butte des Carmes (circa 40 m).
Parecchi talweg si dirigono verso il porto: uno tra butte del Carmes e la collina Saint-Charles; un secondo, molto importante, sull'asse della Canebière; un terzo a sud sull'asse di Rue Breteuil (detta Vallée Fogaresse nel Medioevo).

## Preistoria
Resti archeologici testimoniano la presenza dell'uomo fin dal paleolitico (Grotta Cosquer, 27.000-19.000 a.C.) e di un insediamento neolitico (mattoni datati al 6.000 a.C.).

## Storia
Le origini di Massalia sono oscure. I primi abitanti storici del luogo sono popolazioni liguri. Sembra che i Fenici frequentassero la zona e che intrattenessero scambi commerciali con le genti locali, ma non esistono prove. Notizie attendibili si hanno solo con l'arrivo dei Greci.

### La fondazione
La città fu fondata probabilmente nel 600 a.C. da coloni focei partiti dall'Asia Minore su consiglio di esploratori dello stesso popolo che, tornati in patria, avevano descritto la magnificenza dei luoghi. Questa versione è stata ipotizzata sulla base di quanto sostiene Pompeo Trogo, rielaborato da Giustino. Alcuni storici moderni tuttavia hanno proposto una nuova versione che vede la fondazione della città nel 545 a.C., anno della fuga focea dalla Ionia a seguito dell'assedio di Arpago. Questa ipotesi tuttavia sembra priva di veridicità e si presume essere più veritiera la data del 600 a.C. Il dibattito è comunque tuttora in corso.

#### La leggenda di Protis
I Greci si integrarono rapidamente con le popolazioni locali come lascia supporre la leggenda tramandata da Giustino.
(Giustino, Historiarum Philippicarum T. Pompeii Trogi Libri XLIV, 43, 3, 8-11)
Secondo Ateneo di Naucrati, che cita la Costituzione di Marsiglia di Aristotele, fu Eusseno di Focea a sposare Petta, la figlia di Nanno, alla quale cambiò il nome in Aristossena. Loro figlio fu Protis, capostipite della famiglia dei Protiadi.
Dopo le nozze la coppia si stabilì sulla collina a nord di Lacydon che divenne poi il nucleo originario della futura città.

### L'espansione territoriale

Massalia e i popoli confinanti

Dopo la morte di Nanno, suo figlio Comano divenne re dei Segobrigi e attaccò la città. I Massalioti vinsero e nel contrattacco massacrarono 7.000 liguri.
In seguito a questa vittoria Massalia poté espandersi nel territorio circostante (chora) tra la bassa valle dell'Huveaune e il Massiccio di Marseilleveyre. Rapidamente furono piantati vigneti e uliveti per sviluppare una produzione locale e per l'esportazione. Contemporaneamente fu avviata la fabbricazione di anfore.

### La "seconda" fondazione
Quando nel 545 a.C. Ciro il Grande conquistò la Ionia e Focea, i suoi abitanti si rifugiarono nella colonia occidentale di Alalia in Corsica. Espulsi da un'alleanza etrusco-cartaginese, secondo Erodoto fondarono Elea, ma probabilmente alcuni gruppi si trasferirono nelle altre colonie esistenti come Massalia.
Secondo Tucidide i Focesi fondarono Massalia dopo aver vinto uno scontro navale contro i Cartaginesi (545-540 a.C.). L'afflusso di nuovi coloni rese più marcato il carattere greco della polis e diede un nuovo impulso alla sua espansione, tanto che alcuni storici parlano di una "seconda fondazione".
Massalia divenne allora la principale città greca della regione e le altre colonie passarono sotto il suo controllo. Il suo territorio si estendeva da l'Étang de Berre alla Camargue e per difenderlo dagli attacchi nemici costruì varie piazzeforti: Taurois (Saint-Cyr-sur-Mer), Theliné (Arles), Aouenion (Avignone), Olbia (Hyères) ecc.

### L'espansione marittimo-commerciale

Aree di influenza nel Mediterraneo occidentale (509 a.C.)

#### L'equilibrio etrusco-fenicio
L'ascesa di Massalia e delle sue colonie ruppe il dominio dei Fenici-Cartaginesi e degli Etruschi sulle rotte commerciali.
Fenici ed Etruschi avevano installato delle colonie sulle coste del Mediterraneo occidentale: i primi in Sardegna, Sicilia e Spagna; i secondi in Corsica e in Francia (ceramiche etrusche del VI secolo a.C. sono state rinvenute a Les Tamaris, in Provenza). L'arrivo dei Greci sconvolse questo equilibrio.
Dapprima i Fenici non si opposero alla colonizzazione greca. Ma quando sorsero le prime colonie focesi in Spagna verso il 650 a.C., la reazione di Cartagine fu di riunire tutte le colonie fenicie locali diventando la maggiore potenza del Mediterraneo occidentale verso il 540 a.C.

#### Le colonie di Massalia
Massalia fu uno dei primi porti greci nell'Europa occidentale con una popolazione salita rapidamente a 1.000 abitanti e il primo insediamento ad avere un ordinamento cittadino in Francia. La città prosperò con il commercio del vino e delle donne verso l'interno della Gallia.
Gli interessi della città si concentrarono verso ovest, lungo la costa meridionale della Gallia e la costa orientale della Penisola Iberica. Come altre colonie greche, anche Massalia fondò a sua volta subcolonie per controllare e sfruttare i territori occupati divenendo una metropolis ("città madre"): in Gallia fondò Agathe (Agde), Antipolis (Antibes), Nikaia (Nizza), Olbia (Hyères), Rhodanousia (Saint-Gilles), Taurois (Le Brusc); in Iberia fondò Emporion (L'Escala), Cherronesos (Peñiscola), Oleastron (Sagunto), Hemeroskopion (Dénia).

#### Le spedizioni oltre le Colonne d'Ercole

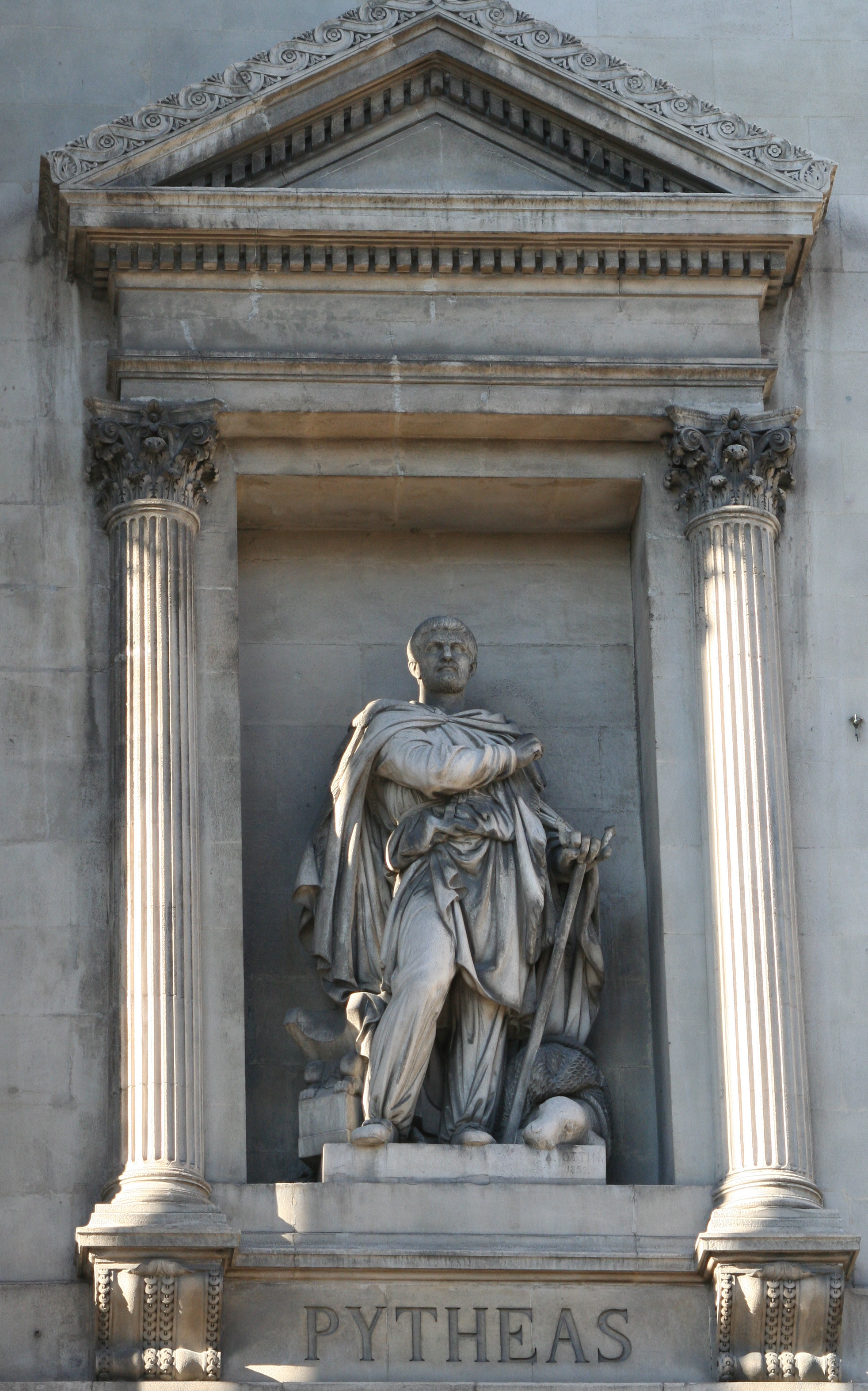
Statua di Pitea di Marsiglia, navigatore che raggiunse la mitica Thule, situata nella nicchia laterale di sinistra del Palazzo della Borsa

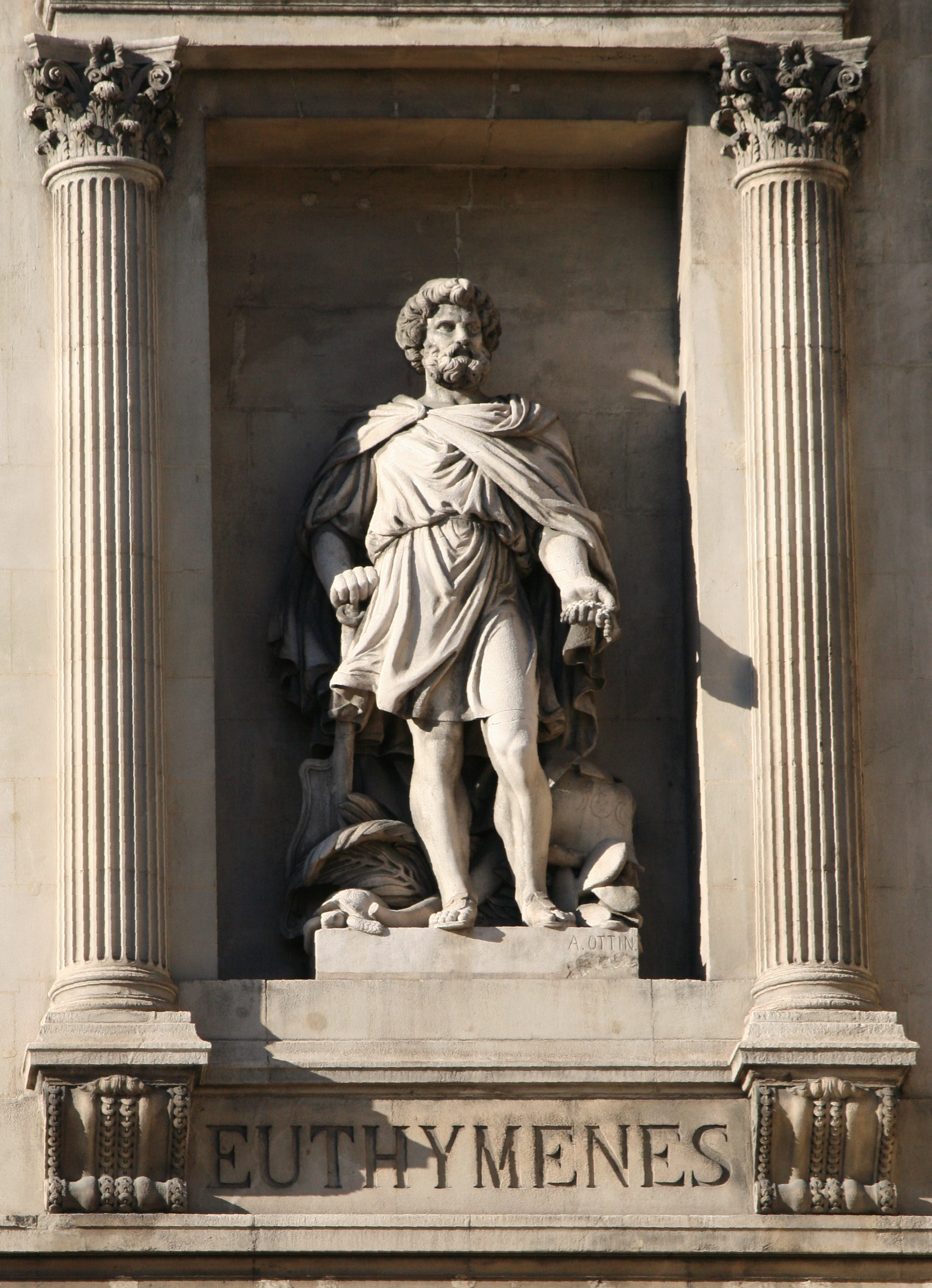
Statua di Eutimene di Marsiglia, navigatore che raggiunse un grande fiume africano, situata nella nicchia laterale di destra del Palazzo della Borsa

Massalia inviò delle spedizioni marittime oltre le Colonne d'Ercole nell'Oceano Atlantico per scoprire i mercati in cui i Cartaginesi si rifornivano delle materie prime. Tra la fine del V secolo a.C. e l'inizio del IV secolo a.C. Eutimene discese lungo la costa atlantica dell'Africa fino ad un grande fiume che identificò con il Nilo (probabilmente il fiume Senegal). Nel 325 a.C. circa Pitea risalì la costa atlantica dell'Europa e si spinse a latitudini molto settentrionali fino ad un paese che chiamò Thule, a sei giorni di navigazione a nord dalla Britannia (probabilmente tra Scozia, Norvegia e Islanda.

### Una potenza commerciale
In questo periodo Massalia contava 30-40.000 abitanti, il più grande centro urbano di Gallia. La prosperità derivava dalla sua posizione strategica alla foce del Rodano, punto di transito privilegiato per il commercio tra Mediterraneo e centro Europa.
Lungo la valle del Rodano transitavano numerosi prodotti: l'ambra del nord, il vino, le ceramiche e il vasellame del sud. Una testimonianza dei rapporti commerciali può essere considerato il cratere di Vix, probabilmente donato da mercanti di Massalia al principe locale.
Nel 2006-2007 gli scavi archeologici sulla collina di Saint-Charles hanno portato alla luce le tracce dei vigneti più antichi di Francia a partire dal IV secolo a.C. Parallela alla produzione vinicola fu la numerosa produzione di anfore e vasellame. In base agli studi effettuati sulle ceramiche rinvenute, è stato stabilito che la città importava vasellame da Focea fino al 535 a.C. e da Atene fino al 500 a.C. In seguito l'industria locale raggiunse un tale sviluppo da far cessare le importazioni.

### L'alleanza con Roma
Per contrastare un'alleanza di Etruschi, Cartaginesi e Celti, la città chiese protezione a Roma, all'epoca in piena espansione, consentendo a Massalia di entrare nei numerosi mercati che i Romani via via conquistavano. Questa situazione permise alla città di mantenere a lungo la propria autonomia e di trarre benefici dai ricchi commerci tra Mar Mediterraneo ed Europa.
Secondo Giustino, il primo trattato di amicizia tra Focesi e Romani risale all'epoca di Tarquinio Prisco («Temporibus Tarquinii regis ex Asia Phocaeensium iuventus ostio Tiberis invecta amicitiam cum Romanis iunxit»).
Nel 396 a.C. Catumando, re dei Salyi, assediò Massalia ma, atterrito dalla visione di una dea che gli ordinava di fare la pace, chiese di poter entrare nella città per adorare gli dèi e riconobbe nella statua di Atena la dea della visione. In segno di amicizia Catumando donò una torques d'oro alla dea.
Secondo Giustino, nel 390 a.C. i Massalioti offrirono oro e argento per pagare il riscatto di Roma occupata dai Galli di Brenno. In cambio i Romani concessero loro l'immunitas (esenzione doganale), i posti riservati ai senatori negli spettacoli e un foedus aequus (patto equo).
Durante la Seconda Guerra Punica Massalia fu un fedele alleato di Roma. Nel 218 a.C. i Massalioti scoprirono prima i preparativi di Annibale per invadere l'Italia e poi di Asdrubale Barca per la Liguria ed avvisarono i Romani.
Nel 155 a.C. gli Oxibi e i Deceati attaccarono Massalia che chiese l'intervento di Roma. La commissione inviata dal Senato fu attaccata. Allora Roma mandò un esercito al comando del console Quinto Opimio che li sconfisse.
Nel 125 a.C. i Salluvi attaccarono i massalioti che chiesero nuovamente l'intervento di Roma. Il Senato invio in loro soccorso il console Marco Fulvio Flacco, che sconfisse i Liguri 
transalpini e trionfò su di loro. A terminare l'opera venne inviato il console Gaio Sextio Calvino, che nel 123 a.C. catturò e distrusse l'oppidum di Entremont, schiavizzandone la popolazione. Inoltre, disponendo le sue legioni tra il Rodano e il Varo, costrinse i galli e i liguri ad allontanarsi dalla costa, e concesse questa striscia di terra a Massalia, che poté così acquisire e ingrandire i possedimenti sulla terraferma. Nel 122 a.C. Calvino colse l'occasione di trasformare il campo costruito al nord di Massalia in una colonia romana, fondando la colonia di Aquae Sextiae: prima colonia romana transalpina.
Nel 102 a.C., dopo la vittoria sui Teutoni ad Aquae Sextiae (odierna Aix-en-Provence), Gaio Mario scavò un canale ad est del Rodano presso Fos-sur-Mer.

### La fine dell'indipendenza
Durante le guerre civili di Roma Massalia si schierò con la fazione degli optimates. Nel 52 a.C. vi trovò rifugio Tito Annio Milone dopo uno scontro tra bande e la morte di Clodio. Con l'ascesa di Giulio Cesare, Massilia parteggiò per i pompeiani. Cesare inviò un esercito con a capo Decimo Giunio Bruto: la città fu posta sotto assedio (Assedio di Marsiglia), subì due sconfitte navali (Battaglia di Marsiglia e Battaglia di Tauroento) e infine fu conquistata (49 a.C.). Cesare confermò la sua autonomia, ma la privò della flotta e di tutti i suoi possedimenti in Gallia. Durante l'epoca romana la città cambiò nome in Massilia. Il suo status era di libera civitas ("libera città"), autonoma rispetto al governatore della provincia Gallia Narbonense, con proprie leggi ma sottomessa a Roma.

### Epoca imperiale
In età augustea la città conosce una grande fase costruttiva. Il forum viene ricostruito e cinto ad ovest da un teatro. Nello stesso periodo lungo il porto vengono costruite le terme romane.
Nel 2 d.C. vi morì di malattia Lucio Cesare, coerede di Augusto assieme al fratello Gaio.

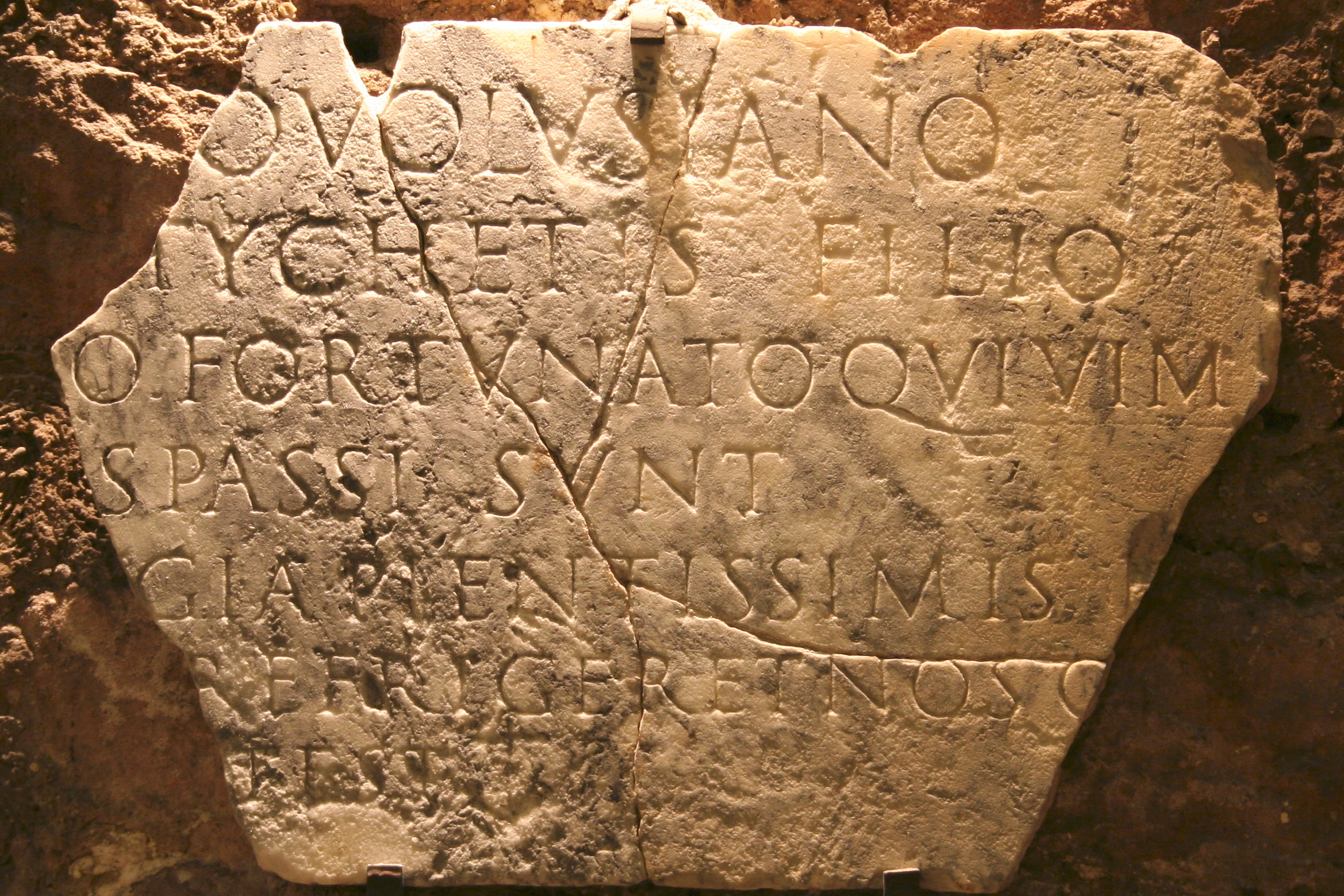
L'epitaffio di Volusiano e Fortunato
Marsiglia, Abbazia di San Vittore

Secondo la tradizione cattolica, verso il 40 d.C. vi sbarcò Maria Maddalena assieme alla sorella Marta e a Lazzaro di Betania, per predicare il Vangelo. Del periodo di cristianizzazione si conserva l'epitaffio di Volusiano e Fortunato, considerata da alcuni la più antica iscrizione cristiana.
Durante l'alto impero romano Massilia prospera con le attività portuali. Tuttavia perde gradualmente la sua importanza commerciale a favore di Arelate e nel basso impero entra in declino.

### Epoca cristiana
Nel IV secolo si svolge la lotta per il riconoscimento del cristianesimo come religio licita ("culto autorizzato"). Nel 303 o 304 subisce il martirio San Vittore di Marsiglia, ufficiale di un'intera Legione tebana composta da cristiani e massacrata ad Agaunum (oggi Saint-Maurice).
Nel 313 l'Editto di Milano concede la libertà di culto in tutto l'impero. Finalmente i cristiani di Massilia possono uscire allo scoperto e professare pubblicamente la propria fede. In questo modo nel 314 Orosio, primo vescovo di Marsiglia di cui si abbia notizia, può partecipare al Concilio di Arles.
Nel 381 Proculo diventa vescovo di Marsiglia. La città si sviluppa nuovamente nel V secolo. Vengono costruite due basiliche e una prima grande cattedrale, probabilmente per volere del vescovo Proculo in competizione con Arelate.
Nel 416 Giovanni Cassiano importa dall'Oriente il culto di San Vittore che diventa il santo patrono.
Nel 476 Massilia è conquistata dai Visigoti di Eurico.

## Ruolo culturale
Massalia diffuse l'alfabeto greco presso i Galli che usarono per scrivere nella loro lingua. Secondo Giustino, i Massalioti introdussero in Gallia la viticoltura, l'olivo, le leggi e la costruzione delle mura cittadine. 
Dalla città focese, risalendo la Valle del Rodano, i prodotti e la cultura ellenica raggiungevano i popoli del nord. Sembra che il concetto della metempsicosi in cui credevano i Celti sia derivato dagli insegnamenti dei Pitagorici della città.
Massalia fu la prima città a coniare monete in Gallia: a partire dal 490 a.C. introdusse dei pezzi per il commercio locale, poi verso il 450 a.C. i primi oboli e infine delle dracme d'argento all'inizio del IV secolo a.C.

## Istituzioni

### Religione
Provenendo dalla Ionia, i Focesi avevano portato con loro il culto di Apollo Delphinios e di Artemide Efesia. Verso quest'ultima furono particolarmente devoti tanto che sull'acropoli, oltre a dedicare un tempio ad Apollo Delfinio, dedicarono ad Artemide un Ephesion, collocandovi all'interno statue provenienti dal Tempio di Artemide di Efeso; e conservarono questo culto in tutte le colonie da loro fondate

### Organizzazione statale
La costituzione di Massalia traeva ispirazione dalle costituzioni delle città ioniche dell'Asia Minore. Il governo era un'oligarchia di tipo timocratico. L'assemblea era composta 600 "timuchi" (in greco: tιμουχοι, timouchoi; in italiano: timuchi, "degni d'onore", "onorevoli"). La dignità di "timuco" era a vita e spettava solamente ai membri delle classi ricche padri di tre figli e con la cittadinanza da almeno tre generazioni.
I timuchi eleggevano al loro interno il consiglio dei "Quindici Primi", i supremi magistrati che presiedevano l'assemblea e gestivano l'amministrazione. I Quindici Primi eleggevano a loro volta tre di loro che presiedono il consiglio e sui quali ricadeva l'autorità principale. Infine i tre eletti sceglievano tra di loro un presidente.
Il popolo era suddiviso in "tribù" (φυλαί, phylai) ed eleggeva la Bulé (Βουλή), l'assemblea del popolo, ma non aveva poteri effettivi.
L'esercito era composto da cittadini e l'arruolamento di stranieri non era permesso.
Alle donne era vietato bere vino. Il suicidio era permesso dopo un voto dei timuchi che provvedevano a fornire l'assistenza necessaria per il cittadino.

## Sito archeologico

Planimetria della città greca con il porto in giallo e le fortificazioni in rosa

Gli scavi archeologici hanno rivelato le tracce più antiche dell'abitato nella parte occidentale sul butte Saint-Laurent. In poco tempo la città si sviluppa velocemente e raggiunge il versante orientale butte des Moulins. Prima della fine del VI secolo a.C. l'abitato si espande anche sul butte des Carmes. All'epoca ellenistica risale un ultimo ampliamento che porta l'estensione della città a 50 ettari, superati solo nel XVII secolo.
Le fortificazioni del VI secolo a.C. sono state ritrovate in due punti differenti: al Jardin des Vestiges (Giardino delle Vestigia) e sul butte des Carmes (1980). Nella seconda metà del IV secolo a.C. sono stati ricostruiti. Verso la metà del II secolo a.C. per una nuova ricostruzione è stata impiegata roccia calcarea rosa, ancora visibile sul Jardin des Vestiges.

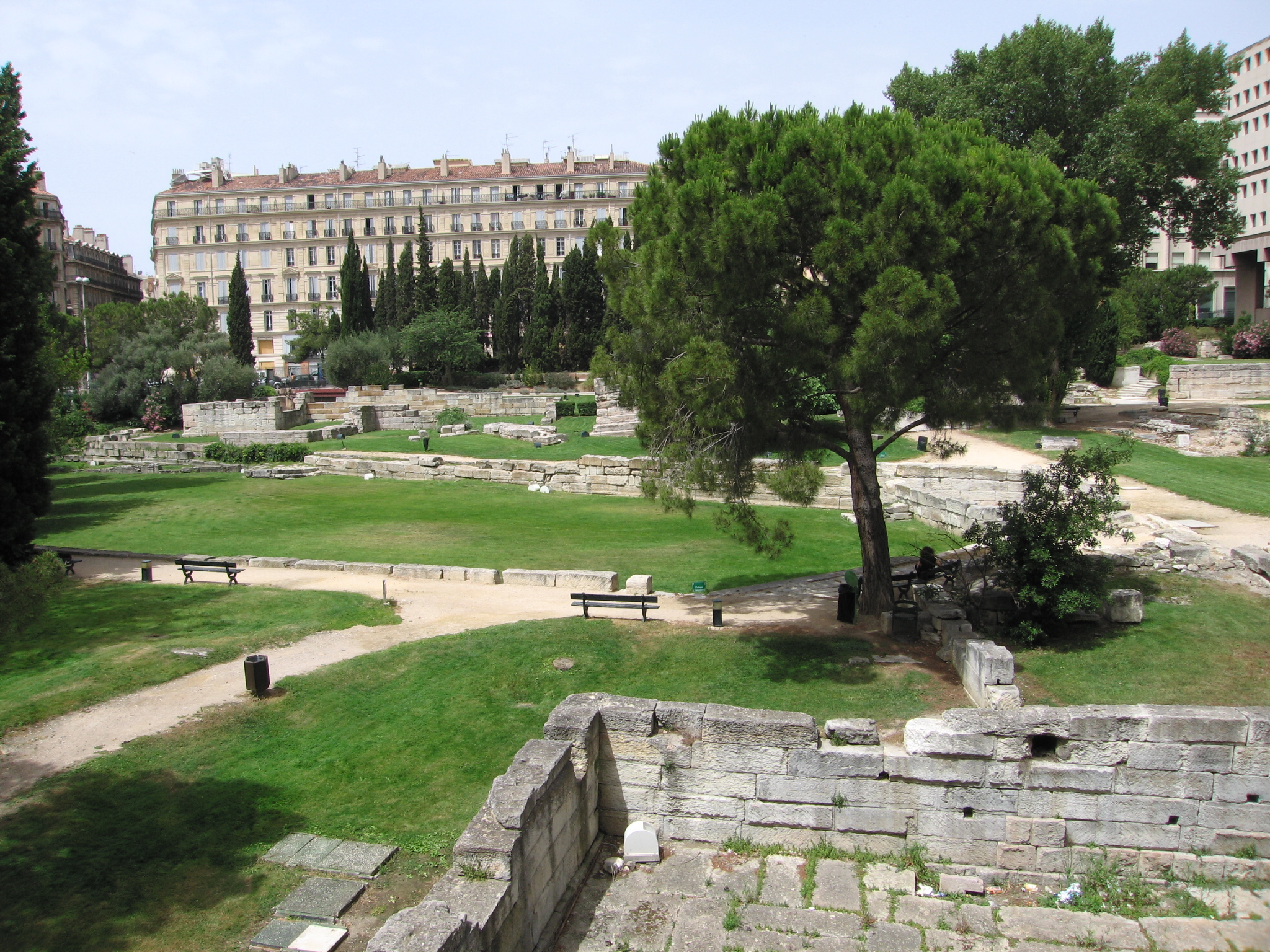
Il Jardin des Vestiges

Il Jardin des Vestiges è stato scoperto nel 1967 durante dei lavori edili: nell'antichità in questo punto fu costruito il primo porto della città focese.

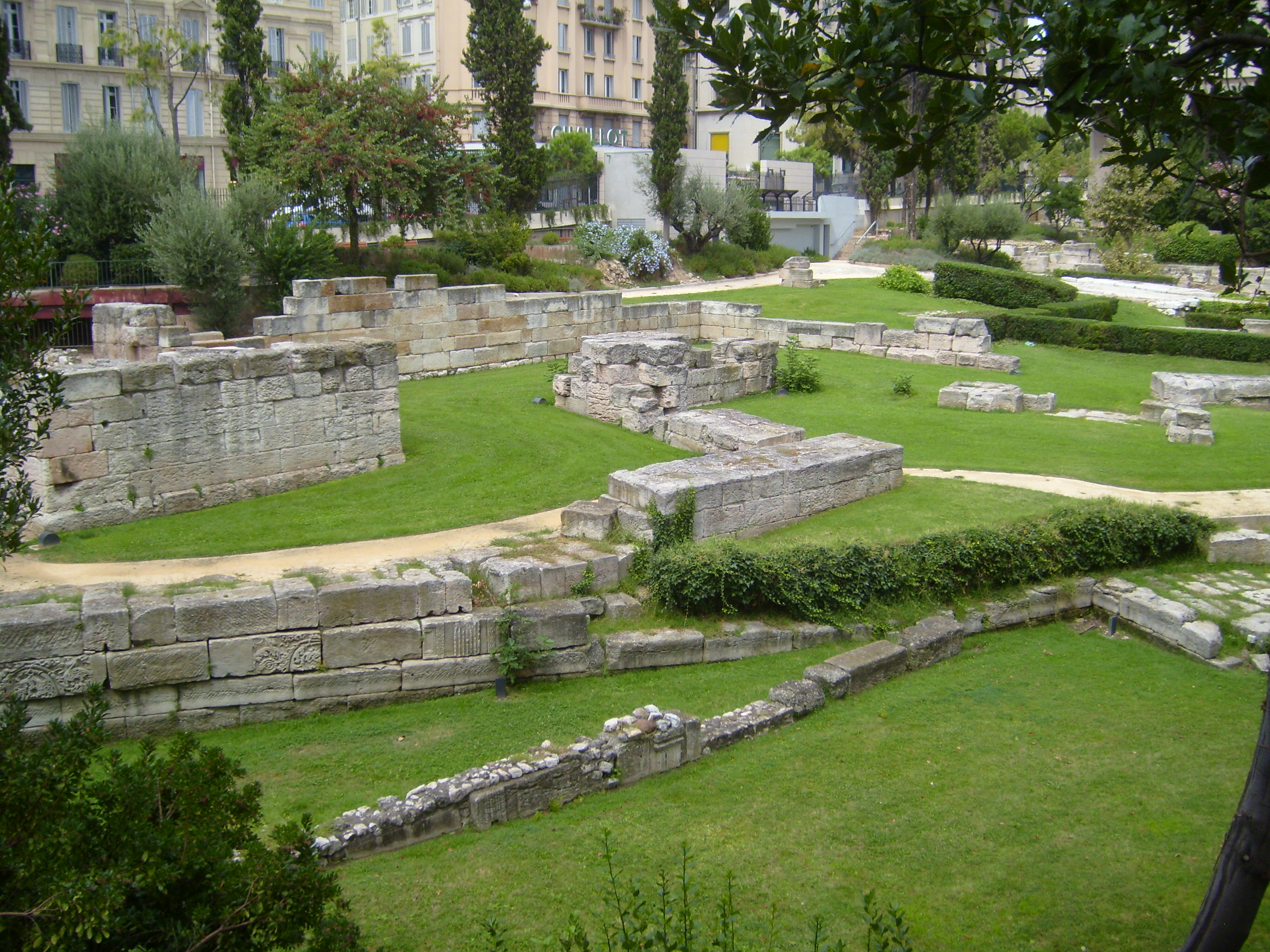
I resti del porto di Massalia

La pianta della città è suddivisa in isolati con vie ad angolo retto adattate alla topografia del luogo: lungo la costa gli assi viari sono variabili, mentre sui pendii dei colli seguono uno schema a quadrilatero regolare.
All'esterno delle mura sono stati rinvenuti un cadastration databile al VI secolo a.C. e cave d'argilla (sito di Alcazar). Sullo stesso luogo si sviluppò la coltivazione di viti e probabilmente di altre piante. Le necropoli sono state scoperte nel 1990 nel Parco Sainte-Barbe.
Sotto Place de Lenche le Caves de Saint-Sauveur sono gli unici edifici conservati la cui memoria è stata conservata: alcuni vi vedono una fontana antica (F. Salviat), ma più recentemente sono stati interpretati come un granaio o un arsenale (H. Tréziny). Reso visibile da F. Benoit dopo la seconda guerra mondiale, non è stato preservato intatto e oggi è inaccessibile. Questo monumento marcava il limite della parte bassa a sud, presso il porto e il colle tra butte Saint-Laurent e butte des Moulins a nord. Si suppone che l'agorà corrisponda al forum romano, a sud delle Caves du Saint-Sauveur.
Gli scavi hanno rivelato uno stabilimento termale del IV secolo a.C. su Rue Leca e numerosi resti di abitazioni e strade (in particolare Rue des Pistoles o nei pressi della Cathédral de la Major).

## Colonie di Massalia
Le principali colonie di Massalia furono:
- Tauroeis (in latino: Tauroentum): la prima, costruita vicino alla città (Saint-Cyr-sur-Mer o Le Brusc, frazione di Six-Fours-les-Plages)
- Olbia (Hyères): ad est di Massalia
- Athenopolis (Saint-Tropez): ad est di Massalia
- Antipolis (Antibes): ad est di Massalia
- Nikaia (Nizza): ad est di Massalia
- Isole Stoechades (Isole di Hyères), Leron e Lerina (Isole di Lerino).
- Agatha (Agde): ad ovest di Massalia sul fiume Arauris (Hérault)
- Emporion (Empúries): nel nord-est della Spagna a l'Empordà
- Rhode (Rosas): presso Emporion, colonia rodese passata a Massalia
- Hemeroskopeion (Dénia): nel sud-est della Spagna tra lo Júcar e Karchedon Nea (Cartagena), centro principale delle altre colonie iberiche
- Herakleia (Saint-Gilles): ad ovest di Massalia